# Brindis y cuecas caballas
Brindis y cuecas caballas es el trigésimo segundo álbum oficial en estudio del cantautor chileno Ángel Parra como solista. Fue lanzado originalmente en Chile en 2000, grabado entre mayo y junio del mismo año, y en su interpretación lo acompañan, entre otros, su hijo Ángel Parra Orrego y Álvaro Henríquez, miembros de la banda Los Tres.
Las canciones del disco están representadas en pares, siendo en realidad doce temas agrupados en seis pistas.

## Lista de canciones
Toda la música compuesta por Ángel Parra. 
| Brindis y cuecas caballas |                                       |          |  |
| N.º                       | Título                                | Duración |  |
| 1.                        | «El Ciego, Los Jubilados»             | 4:35     |  |
| 2.                        | «El Relojero, La Viuda»               | 4:29     |  |
| 3.                        | «El Mentiroso, Cueca Carcelera»       | 4:58     |  |
| 4.                        | «Los Ferrocarrileros, Los Pescadores» | 4:48     |  |
| 5.                        | «El Infierno, El Micrero»             | 4:59     |  |
| 6.                        | «El Veguino, El Candidato»            | 5:27     |  |
| 29:16                     |                                       |          |  |

## Créditos
Músicos
- Ángel Parra: compositor e intérprete
- Álvaro Henríquez: guitarra acústica, voces
- Ángel Parra O.: guitarras acústicas, 12 cuerdas y vihuela
- Iván Cazabón: contrabajo
- Rafael Traslaviña: piano
- Ramón Valdivia: percusión
- Bernardo Mosqueira: acordeón

Producción
- Álvaro Henríquez: producción musical
- Ángel Parra O.: dirección musical
- Álvaro Henríquez y Ángel Parra O.: arregladores
- Carlos Cabezas: ingeniero de grabación
- Roberto Martí: asistente de grabación

Otros
- Luis Weinstein: fotografía
- Marcelo Cicali, del Bar Liguria: agradecimiento especial